# Reading Terminal

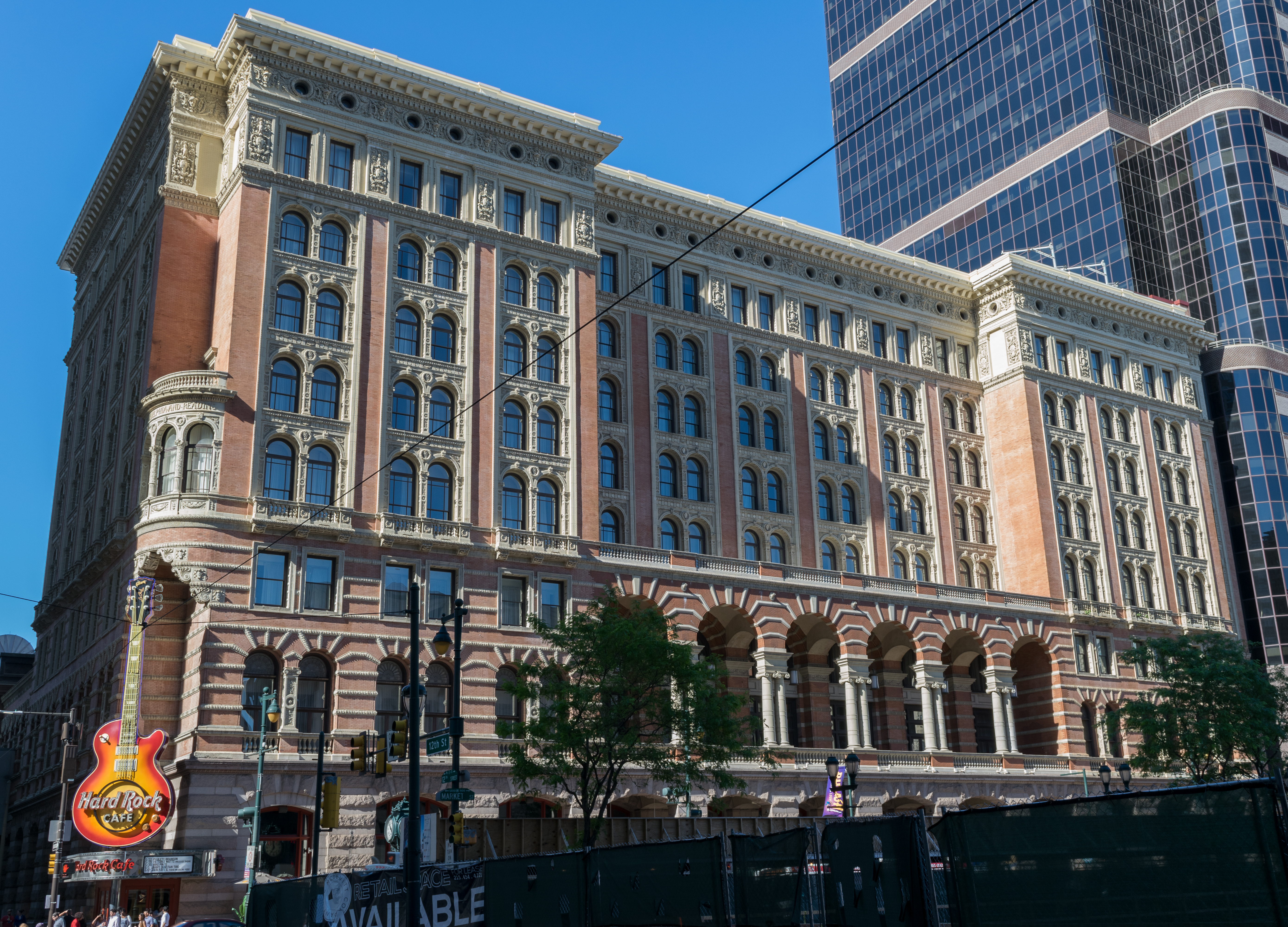
Das ehemalige Empfangsgebäude (2015)

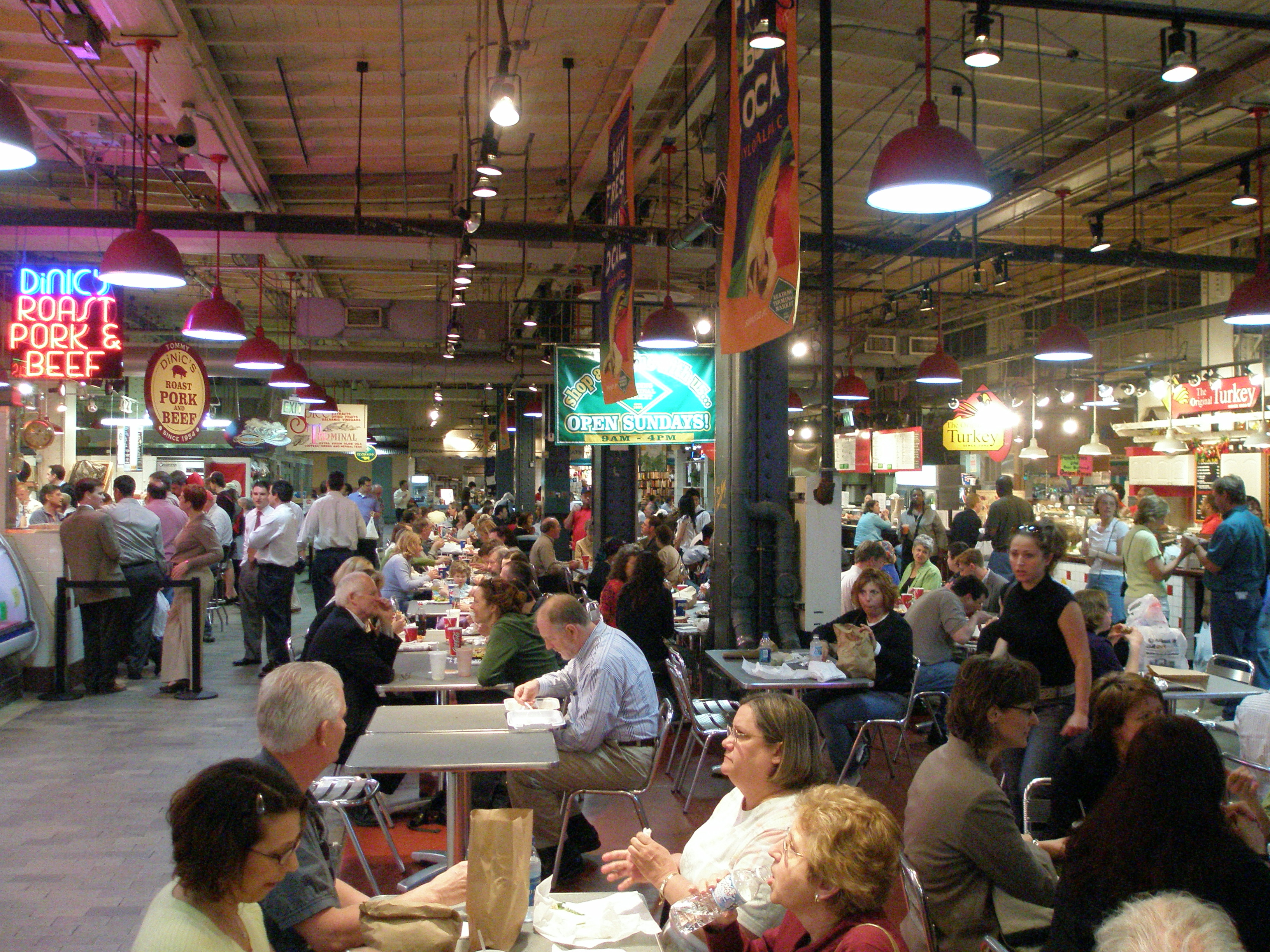
Die Markthallen

Das Reading Terminal ist ein Gebäudekomplex in der US-amerikanischen Stadt Philadelphia im Bundesstaat Pennsylvania. Es handelt sich dabei um den ehemaligen innerstädtischen Zentralbahnhof der Reading Company, der von 1893 bis 1984 als solcher in Betrieb war. Der Komplex befindet sich Ecke 12th und Market Street und besteht im Wesentlichen aus drei Teilen, dem ehemaligen Empfangsgebäude (Reading Terminal Headhouse), der ehemaligen Bahnsteighalle (Reading Terminal Trainshed) und den darunterliegenden Markthallen, dem Reading Terminal Market.
Die Verkehrsaufgaben wurden 1984 durch die zusammen mit der Center City Commuter Connection angelegten neuen unterirdischen Jefferson Station übernommen. Seitdem werden die durch die SEPTA betriebenen Vorortzüge auf den ehemaligen Reading-Strecken unter der Innenstadt zur 30th Street Station durchgebunden.
Das Reading Terminal ist seit Juni 1972 als Bauwerk im National Register of Historic Places eingetragen. Im Dezember 1976 erhielt der Gebäudekomplex den Status eines National Historic Landmarks zuerkannt.